# 北高岩駅
北高岩駅（きたたかいわえき）は、青森県八戸市大字上野（うわの）字高岩にある、青い森鉄道青い森鉄道線の駅である。

## 歴史
- 1923年（大正12年）8月10日：鉄道省東北本線の駅として開業[1]。
- 1962年（昭和37年）4月1日：貨物扱い廃止[2]。
- 1980年（昭和55年）5月1日：無人化[3]。荷物扱い廃止[4]。
- 1987年（昭和62年）4月1日：国鉄分割民営化に伴い、東日本旅客鉄道（JR東日本）の駅となる[4]。
- 2002年（平成14年）12月1日：東北新幹線八戸延伸に伴い、JR東日本より分離された青い森鉄道の駅となる[5]。
- 2017年（平成29年）2月28日：自動券売機の営業を終了[6]。
- 2021年（令和3年）3月31日：待合室のストーブの設置・稼働を終了[7]。

## 駅構造
単式ホーム1面1線と島式ホーム1面2線、合計2面3線のホームを有する地上駅である。双方のホームは跨線橋で連絡している。
八戸駅管理の無人駅。

### のりば
| 番線 | 路線           | 方向           | 行先           |
| ---- | -------------- | -------------- | -------------- |
| 1    | ■青い森鉄道線  | 下り           | 青森方面       |
| 2    | （予備ホーム） | （予備ホーム） | （予備ホーム） |
| 3    | ■青い森鉄道線  | 上り           | 目時方面       |

※2番線は待避線であり、貨物列車や回送列車が入線するが旅客列車の発着は無い（2022年3月時点）。

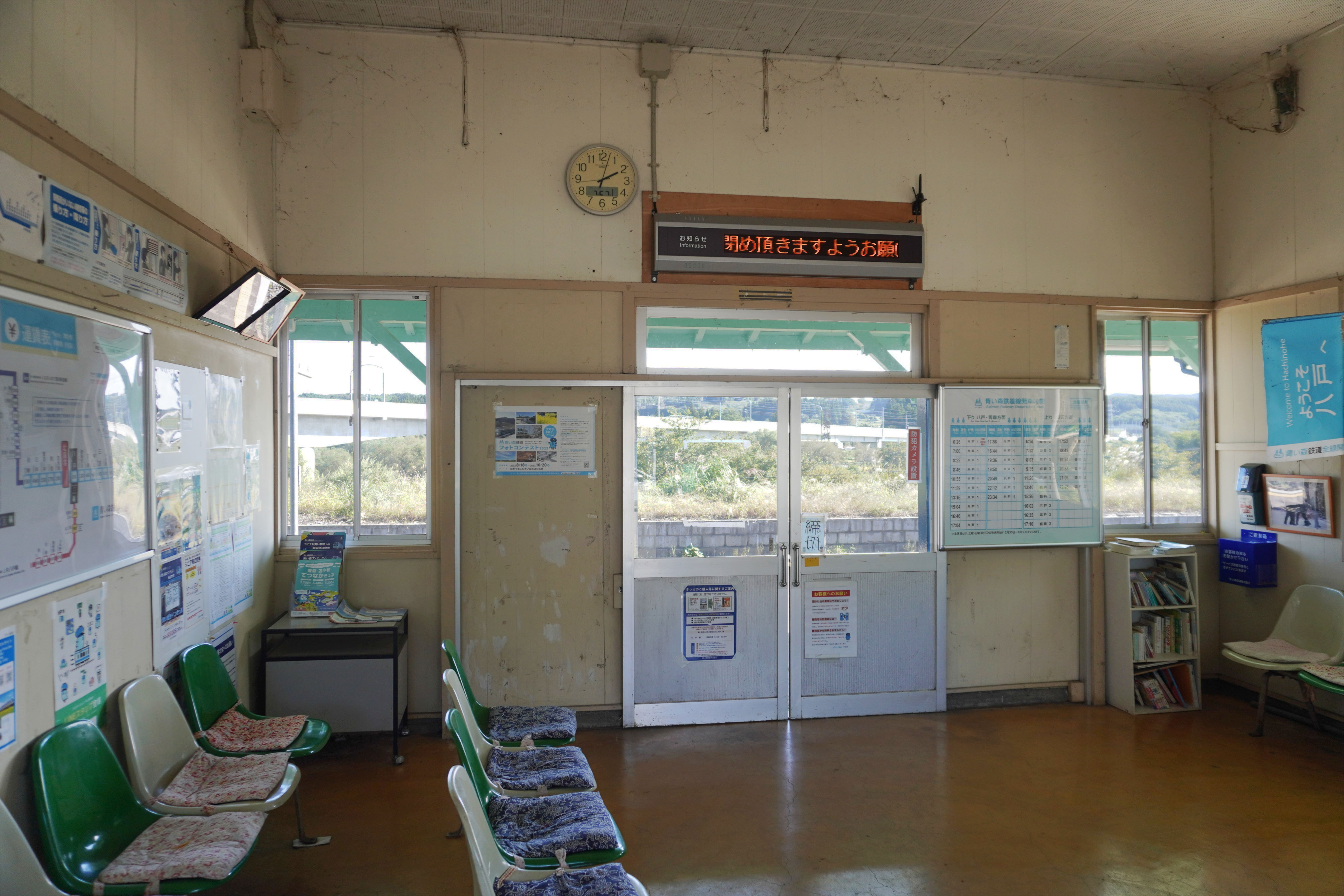
駅舎内（2023年9月）
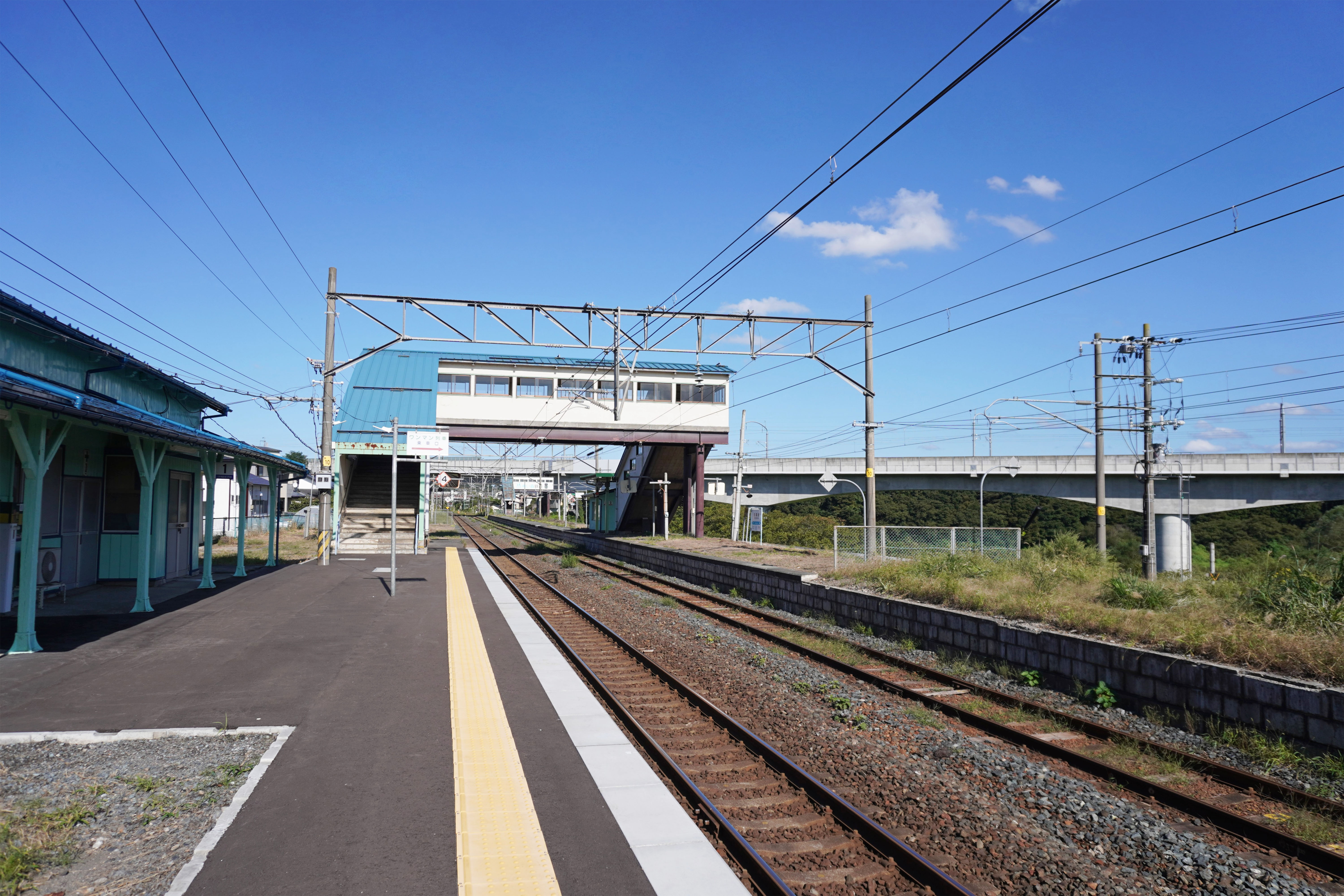
ホーム（2023年9月）

## 利用状況
- 2019年度の1日あたり乗車人員は11人である[9]。

| 乗車人員推移 | 乗車人員推移     |
| 年度         | 一日平均乗車人員 |
| ------------ | ---------------- |
| 2013         | 23               |
| 2014         | 18               |
| 2015         | 17               |
| 2016         | 15               |
| 2017         |                  |
| 2018         | 16               |
| 2019         | 11               |

## 駅周辺
- 青森県道225号中野北高岩停車場線
- 国道104号
- 高岩簡易郵便局
- 馬淵川
- 桂堂学園（知的障害児通園施設）
- 南部バス（岩手県北自動車南部支社）「北高岩駅」停留所

## 隣の駅
青い森鉄道
■青い森鉄道線
苫米地駅 - 北高岩駅 - 八戸駅